# Rothenburg/Oberlausitz
Rothenburg/Oberlausitz (ufficialmente Rothenburg/O.L.) è una città tedesca situata nel Land della Sassonia, verso il confine polacco.
Appartiene al circondario (Landkreis) di Görlitz (targa GR) ed è capoluogo della comunità amministrativa (Verwaltungsgemeinschaft) omonima.